# Magnate
Il magnate è una persona con autorità e potenza, in genere un industriale o un finanziere di importanza conclamata; in quest'accezione è sinonimo del termine inglese tycoon, derivato dal titolo giapponese taicun.
Già nel medioevo il termine magnate era usato, assieme a quello di grande o potente, per indicare quegli individui che disponevano di notevoli risorse, ricchezze e proprietà, caratterizzati da una grande superiorità sociale e che appartenevano dunque alla classe nobiliare. Nell'accezione odierna invece viene utilizzato per indicare un uomo d'affari particolarmente ricco e influente, generalmente dotato di vaste proprietà immobiliari o a capo di aziende e complessi industriali tali da essere definiti collettivamente come impero economico o finanziario.

## Storia

### Alto medioevo
Col termine di magnate o grande si indica l'alta nobiltà dei diversi regni e principati di epoca carolingia e post-carolingia.

### Italia
In Italia, in età comunale, erano così definiti i cittadini del comune di elevate condizioni sociale ed economica, talvolta con titoli nobiliari e con una posizione influente nella vita politica. Accanto a questi si trovano però anche i membri delle famiglie di origine mercantile arricchitesi che, soprattutto a partire dal XIII secolo, si avvicinano lentamente a quelle dell'antica nobiltà feudale inurbata (cioè migrata dalla campagna verso la città), imitandone lo stile di vita ed iniziando ad ordinare i propri figli cavalieri, attraverso le tradizionali cerimonie d'investitura.
Queste famiglie, sempre ai vertici delle istituzioni comunali, tramite l'esercizio delle più alte magistrature e la partecipazione costante nei consigli cittadini, si scontreranno spesso e con violenza per il predominio sulla scena politica; è per questo che alla fine del Duecento, in molte città italiane verranno proclamate delle leggi antimagnatizie, miranti proprio all'esclusione dal governo di tutte quelle famiglie, sia di origine feudale che mercantile, nelle cui file si trovassero dei cavalieri.

#### Firenze
A questo proposito, si possono ricordare i provvedimenti adottati a Firenze nel 1293 su proposta di Giano della Bella, conosciuti come Ordinamenti di Giustizia, che più che rivolgersi contro la nobiltà di sangue, intendevano porre un freno al potere esercitato da questa oligarchia che condivideva gli stessi ideali e si era a lungo imposta ai vertici delle istituzioni. Vennero quindi create delle liste di Magnati, che di fatto erano liste di proscrizione politica, ovvero limitavano i diritti politici dei Grandi, impedendogli di accedere al governo del Comune, riservandogli una fortissima imposizione fiscale, insieme ad una altrettanto forte discriminazione giudiziaria. 
Non c'è da stupirsi però se queste leggi verranno mitigate nelle generazioni successive, dato che anche i membri delle Arti Maggiori ne facevano ormai parte.

### Europa centrale
In Polonia erano chiamati così i rappresentanti dell'alta nobiltà. I magnati si distinguevano dagli altri esponenti della szlachta per ricchezza fondiaria e potere politico. Gli interessi magnatizi erano spesso in aperta contrapposizione a quelli regi e a quelli della piccola e media aristocrazia. Le lotte di potere tra gli esponenti delle famiglie magnatizie furono un tratto saliente della storia della confederazione polacco-lituana tra il XVII e il XVIII secolo e uno dei fattori di crisi di tale stato.
In Ungheria il termine magnate era applicato ai membri della camera alta della dieta d'Ungheria. Tale organo assembleare era chiamato Főrendiház o Camera dei Magnati.
Nella Serbia e nella Croazia medievali troviamo il termine velikaš (derivante da 'veliko, grande) applicato alla nobiltà più elevata, detentrice delle principali cariche governative. In Bosnia era invece utilizzata l'espressione vlastelin (derivante da vlast, potere, autorità).